# Conopodium majus
Conopodium majus é uma espécie de planta com flor pertencente à família Apiaceae. 
A autoridade científica da espécie é (Gouan) Loret, tendo sido publicada em Loret & Barrandon, Fl. Montpellier ed. 2 214 (1886).

## Portugal
Trata-se de uma espécie presente no território português, nomeadamente os seguintes táxones infraespecíficos:
- Conopodium majus subsp. marizianum - presente em Portugal Continental. Em termos de naturalidade é endémica da Península Ibérica. Não se encontra protegida por legislação portuguesa ou da Comunidade Europeia.